# Cambra de Comerç de Reus
La Cambra de Comerç de Reus és una Cambra de comerç fundada el 23 de desembre de l'any 1886 per un grup de comerciants reusencs. Des de novembre de 2023 el seu president és Mario Basora.

## Història
La seva fundació va tenir lloc en el marc del Reial Decret que afavoria la creació d'aquest tipus d'organismes, amb l'objectiu de reactivar el teixit productiu, publicat a la Gaceta de Madrid de 12 d'abril de 1886. Inicialment incorporava a la seva gestió els territoris formats pels partits judicials de Falset, Gandesa, Montblanc i Reus, tal com van oficialitzar l'any 1902 els Estatutos y reglamento de régimen interior para la Cámara de Comercio e Industria de Reus. L'aprovació definitiva de l'àmbit d'influència el va ratificar el Director General de Agricultura, Industria y Comercio pel mes d'abril de 1904, segons consta a les actes de la sessió del 19 d'abril d'aquell any.

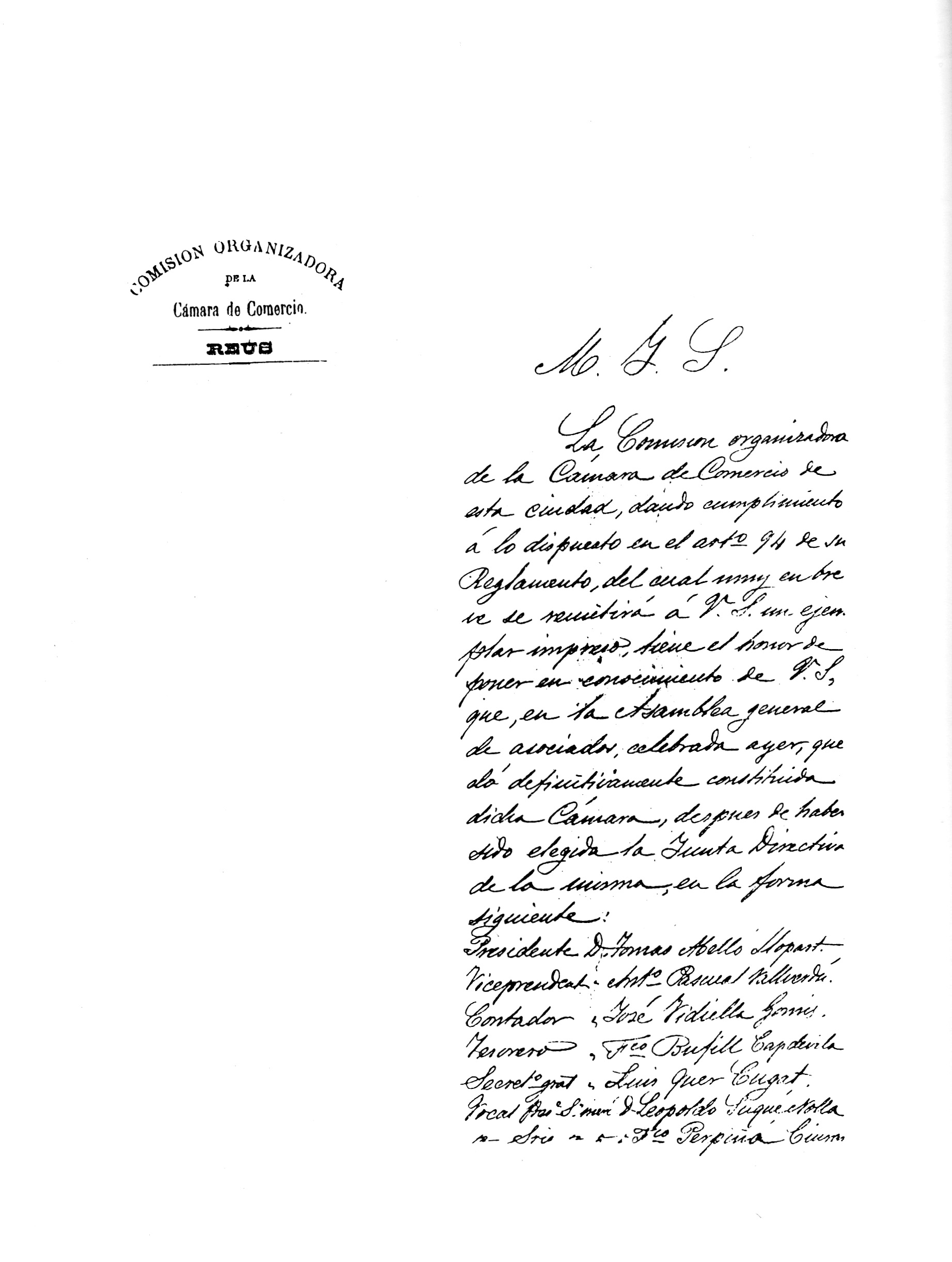
Primera pàgina de la comunicació a l'alcalde de Reus sobre la creació i els components que formaven la direcció de la Cambra de Comerç

El 2 de desembre de 1886 s'havia celebrat una assemblea general on hi van assistir 35 persones, entre elles els més importants comerciants de la ciutat: Tomàs Abelló Llopart, Lluís Quer, Joan Vilella Estivill, Antoni Pascual Vallverdú, Leopold Suqué, Joan Grau Ferrer, i altres.
L'any 1911 es va publicar una Llei de Bases que donava a les Cambres de Comerç un caràcter oficial, i es constituïen en entitats consultives per les decisions que en matèria de comerç hagués de prendre l'Administració de l'Estat. La Cambra de Reus, igual que les altres Cambres, va modificar els reglaments i es va reorganitzar.
L'any 1925 la Cambra de Comerç va proposar a l'Ajuntament la celebració d'una exposició dedicada a les aplicacions de l'electricitat a l'agricultura, que, patrocinada pel mateix ajuntament i amb la Cambra de Comerç, la Cambra Agrícola, la Unió Patronal, els Sindicats d'exportadors de Vins, Olis i Fruits secs, els gremis de lampistes, serrallers i electricistes i el Sindicat d'Agricultors, es va celebrar a Reus entre el 15 i el 30 d'octubre d'aquell any. L'Exposició es va tornar a repetir entre el 28 de maig i el 15 de juny de 1933.
Quan l'any 1931, degut a la crisi, el Banc de Reus va fer suspensió de pagaments, la Cambra va proposar la creació d'un nou banc local. Es van fer gestions que van quallar l'any 1934, i el 1935 s'iniciava la recollida de capital pel nou banc. L'inici de la guerra civil l'any 1936 va frustrar la creació de a nova entitat.
El setembre de l'any 1936, un decret de la Generalitat va disposar «mentre durin les actuals circumstàncies» la dissolució dels plens de les Cambres de Catalunya el nomenament de delegats del govern de la Generalitat com a representants legals. El 18 de setembre va ser nomenat delegat el comerciant Domènec Freixa.
Destituït tot el personal de les cambres l'any 1939, es van nomenar comissions administradores, que a Reus va prendre possessió el juliol de 1940. Tot i les dificultats de la postguerra, la Cambra de Comerç va acceptar l'organització de la I Fira de Mostres Provincial, celebrada a Reus del 20 al 30 d'octubre de 1942. Es va instal·lar al Passeig de Sunyer i es va demanar a l'escultor Pere Vidiella que fes una escultura d'un nen i es va situar en una plaça de nova urbanització, que actualment és la plaça de les Oques.
Aquesta fira multisectorial que en els seus inicis s'organitzava cada 6 anys, es va convertir en una important mostra comercial. La Fira Provincial de Mostres va anar augmentant la seva periodicitat fins que l'any 1976, amb el nom d'«ExproReus, la fira catalana del consumidor» va tenir una periodicitat anual.

### Local social
El primer local social de la Cambra va ser a la casa Simó (actualment derruïda), al carrer de la Perla, que més tard, quan la Cambra va marxar, va acollir la seu del Foment Nacionalista Republicà, i encara més tard al Reus Deportiu. L'any 1903 la seu social es va instal·lar al raval de Sant Pere núm. 47. Quan es va acabar de construir l'edifici de la Caixa de Pensions l'any 1931, la Cambra va llogar el pis principal. Actualment té la seu al carrer de Boule, 2.

### Butlletins i Memòries
Al menys des de l'any 1892 i fins al 1929 la Cambra de Comerç va anar publicant unes Memòries, on explicava totes les gestions, reunions i preses de decisió que havien tingut lloc anualment. També anualment, des del 1929 fins al 1934, publicava Industria y comercio de Reus. Des de l'any 1915 fins al 1934 va treure mensualment una publicació periòdica amb el títol de Boletín de la Cámara Oficial de Comercio e Industria de Reus, que es distribuïa entre els associats. Els anys 1935 i 1936 en va sortir una continuació, també mensual, amb el títol de Comerç i indústria. A partir de 1990 va sortir una publicació mensual: Comext: revista mensual d'informació de Comerç Exterior de les Cambres Oficials de comerç i Industria de Reus, Tarragona, Tortosa i Valls, que publicava a Reus la Cambra de Reus. L'any 2007 va sortir una publicació de forma irregular que es deia Ser botiguer: publicació informativa al servei de les associacions de comerciants de la demarcació de la Cambra de Comerç de Reus.

### Projectes i realitzacions
Entre altres projectes, la Cambra va ser una de les entitats promotores de la construcció del Pantà de Riudecanyes l'any 1905, quan era president Antoni Pascual Cugat. Va gestionar també, a Madrid, la construcció de l'Estació Enològica l'any 1905, que es va inaugurar l'any 1910.
A la postguerra, l'any 1943, per iniciativa de la Comissió Administradora de la Cambra, es va obrir una subscripció entre tots els afiliats per fondre una nova campana en substitució de la campana de sant Pau, desapareguda l'any 1936, anomenada també la «Campana del treball», que marcava l'inici i la finalització de l'horari laboral. L'any 1944 es va inaugurar la nova campana, apadrinada per Enric Aguadé Parés i la seva esposa, que havien fet la proposta de recuperar-la.

### Publicacions
A més de les publicacions periòdiques, la Cambra de Reus ha publicat diversos estudis i monografies sobre temes econòmics i comercials:
- Reus viu el vi : fira de les DO de la demarcació de la Cambra de Reus : DO Catalunya, DO Conca de Barberà, DO Montsant, DOQ Priorat, DO Tarragona, DO Terra Alta. Reus: Cambra Oficial de Comerç, Indústria i Navegació, 2009.
- Estudi de l'atracció comercial que exerceix la ciutat de Reus a la seva àrea d'influència comercial: algunes de les dades més rellevants : maig 2002. Reus: Cambra de Comerç Indústria i Navegació de Reus, 2003.
- Cabana, Francesc. Eduard i Francesc Recasens, dos empresaris de Reus. Reus: Cambra de Comerç, Indústria i Navegació, 2003.
- Pijoan, Joan. Comerciants de fruita seca de la província de Tarragona a la segona meitat del segle XX : amb dades de conreus i curiositats històriques. Reus: Cambra de Comerç, Indústria i Navegació, 2002
- Recopilació d'accions de la Cambra per a la remodelació i promoció de l'aeroport de Reus. Reus: Cambra Oficial de Comerç, Indústria i Navegació, 2000.
- Pijoan, Joan. Història i present de l'exportació de fruita seca a Reus. Reus: Cambra de Comerç, Indústria i Navegació, 2000.
- Fortuny, Lluís. Memòries de la Granja Banús: orígens i desenvolupament de l'avicultura a Reus (1921-1982). Reus: Cambra Oficial de Comerç, Indústria i Navegació, 2000.
- La Cambra de Comerç de Reus: impulsora de la formació i l'economia. Redacció i coordinació: Serveis de la Cambra. Reus: Cambra de Comerç, 1998.
- Expro-Reus: 50 anys. Reus: Cambra Oficial de Comerç i Indústria de Reus; Fira de Reus, 1992.
- Gorgori, M. Teresa. Fira de Reus: 1942-1992. Reus: Cambra Oficial de Comerç i Indústria, 1992.
- Present i futur del sector vitivinícola de les comarques tarragonines. Reus: Cambra Oficial de Comerç i Indústria, 1989.
- Catàleg del sòl industrial del Baix Camp. Reus: Cambra Oficial de Comerç i Indústria, 1988.
- Arnavat, Albert. L'impacte de la Primera Guerra Mundial sobre l'economia reusenca: 1914-1923. Reus: Cambra de Comerç i Indústria, 1987.
- Veciana, Joan; Via, Joaquim. El Banc de Reus: (1863-1942). Reus: Cambra de Comerç i Indústria, 1986.
- Anguera, Pere. Informes sobre l'economia reusenca del segle XIX. Reus: Cambra de Comerç i Indústria, 1985.
- Calleja, Carles. La Economía de la ciudad de Reus y del Campo de Tarragona. Reus: Cambra de Comerç, 1967.
- Estudio sobre el comercio interior. Reus: Cámara Oficial de Comercio e Industria de Reus, 1962.
- Industria y comercio de la demarcación de esta Cámara. Reus: Cambra Oficial de Comerç i Indústria de Reus, 1943.
- La Producción y el comercio de Reus. Reus: Cámara Oficial de Comercio e Industria, 1923.

## Presidents[20]
- Tomàs Abelló Llopart (23-XII-1886 - 19-IV-1897)
- Lluís Quer Cugat (1-X-1897 - 24-II-1900)
- Antoni Pascual Vallverdú (28-III-1900 - 27-IV-1903)
- Joan Vilella Estivill (23-V-1903 - 17-I-1905)
- Josep Montserrat Vergés (22-I-1905 - 4-XI-1913)
- Joan Boqué Reverter 29-XI-1923 - 15-IX-1936) i (6-VII-1940 - 23-I-1946)
- Domènec Freixa Batlle (6-IV-1946 - 1-III-1968)
- Francesc Cabré Masdeu (7-III-1968 - 26-VI-2006)
- Isaac Sanromà (VI-2006 - 8-V-2019)
- Jordi Just (9-V-2019 - 2023 )
- Mario Basora (novembre 2023 - avui)[1]

## Actualitat
El seu nom actual és Cambra de Comerç, Indústria, Serveis i Navegació de Reus. Les seves funcions al segle xxi es defineixen per la seva voluntat de ser útils al teixit empresarial i arribar a tot el territori de la demarcació, buscant-ne la participació territorial. Actualment dona assessorament i coordina les empreses del Baix Camp, la Conca de Barberà, el Priorat, la Ribera d’Ebre i la Terra Alta.